# Kanton Saint-Michel-sur-Orge
Kanton Saint-Michel-sur-Orge is een voormalig kanton van het Franse departement Essonne. Kanton Saint-Michel-sur-Orge maakte deel uit van het arrondissement Palaiseau en telde 20.375 inwoners (1999). Het werd opgeheven bij decreet van 24 februari 2014, met uitwerking op 22 maart 2015.

## Gemeenten
Het kanton Saint-Michel-sur-Orge omvatte de volgende gemeente:
- Saint-Michel-sur-Orge